# عمارت شهربانی ارومیه
عمارت شهربانی ارومیه یا عمارت کلاه فرنگی از ساختمان‌های قدیمی ارومیه است که در سال ۱۳۰۷ ساخته شد. معمار آن شهدی محمدحسین معمار معروف یه ملا اوستا و مهندس آن وارطان هوانسیان از پیشروان مهندسی معماری در ایران بود. این عمارت به منظور استفاده نظامی و اداری بدستور رضاشاه در مرکز شهر، در میدان توپخانه ساخته شد. به دلیل نوع استفاده ساختمان به شکل منحنی ساخته شده است. یک راهروی مرکزی در وسط قرار دارد که به فضاهای کوچکتر زیادی منشعب می‌شود. این عمارت در سال ۱۳۶۰ تغییر کاربری داد. نهایتاً این عمارت به تملک سازمان میراث فرهنگی درآمد و به شماره ۲۷۶۱ در فهرست آثار تاریخی ثبت ملی شد. بجز کاربری گردشگری هم‌اکنون ساختمان میراث فرهنگی نیز در این عمارت قرار دارد.